# 19 км
19 км (рос. 19 км) — селище у складі Оренбурзького району Оренбурзької області, Росія.

## Населення
Населення — 33 особи (2010; 41 у 2002).
Національний склад (станом на 2002 рік):
- росіяни — 56 %